# Google Native Client
Google Native Client oder nur Native Client (NaCl) war eine Sandbox-Technik, die es ermöglichte, C- oder C++-Code in einer Browserumgebung auszuführen. Google Native Client steht unter der BSD-Lizenz. Bislang unterstützen nur Google Chrome und Chromium Native Client oder Portable Native Client.
Der Portable Native Client erweitert diese Technik um Plattformunabhängigkeit, so dass Applikationen auf unterschiedlichen Computer-Architekturen laufen können. Dabei liegen Applikationen auf einem Webserver in plattformunabhängigem Bytecode vor und werden vom PNaCl eines Webbrowsers umgehend in Maschinensprache der ausführenden Plattform übersetzt.
Native Client wird ab Juni 2021 nicht mehr von Google unterstützt.
Als Nachfolger von Google Native Client kann WebAssembly gesehen werden.